# 孙铭武
孙铭武（1889年9月15日—1932年1月18日），字述周，满族，辽宁清原县清原镇中寨子村人。1931年10月成立辽东血盟抗日救国军，后任总司令。
同年被时任满洲国奉天省警备司令官于芷山于吉林省通化市三源浦设下“鸿门宴”将其杀害。

## 生平
1908年，孙铭武考入兴京县警官教练所，后任兴京县北四区区官与地方保安团团总，并参加讨袁之役。1919年加入奉军第十六师，先任工兵第三连连长，后晋升至第三营营长。1921年考入东北陆军讲武堂，成为第三期学员。先后参加第一次直奉战争和第二次直奉战争。1924年孙铭武任昌黎县警察局局长，并任直隶省五县警备司令部上校参谋长。1925年解甲归田。

## 组建辽东血盟抗日救国军
1931年9月18日，日军于沈阳发动九一八事变，而当时孙铭武身处沈阳，耳闻目睹了事件的发生。返乡后，孙铭武与其弟孙铭久、孙铭宸商议后决定组织起武装抗日。孙铭武将其150亩水田和15间房子典押，以所得资金购买了100支枪械、1万余发子弹。同年10月19日，孙铭武与兴京第九大队二十八步兵中队长李栋材共聚齐400多人，于大苏河乡歃血为盟，组建辽东血盟抗日救国军并创作了《血盟救国军军歌》宣布起义。而《血盟救国军军歌》被部分媒体认为是《义勇军进行曲》的“母本”。救国军活跃在辽东地区，与日军及伪军进行作战，其弟孙铭久亦在与伪军战斗中伤重不治身亡。随后队伍不断扩大，于1932年初达到千余人，并推选孙铭武为总司令，李栋材为总指挥，张显铭为总参议，成为东北地区抗日队伍中最早崛起的一支军队。

## 遇害
1932年1月15日，时任奉天省警备司令官的于芷山向孙铭武提出了“合作”的意愿，被孙铭武以：“双方互不相扰，划分地域，保存抗日力量”为由拒绝。1月19日，于芷山又邀请孙铭武、张显铭等辽东血盟抗日救国军的主要将领前往三源浦赴宴谈判。由于孙铭武对于芷山还抱有一丝幻想，认为可以拉拢于芷山的部队来一同扩大抗日力量，遂率其帐中20余名军官前往赴约。当晚于芷山并未出现，而是让人先摆宴席接待孙铭武等人，宴毕借口天晚，又强留住宿。孙铭武疑此次宴请为“鸿门宴”，遂写下遗书交由手下刘锡九带出。当晚谈判未谈成，半夜时分于芷山命人将前来谈判的救国军军官21人全部枪杀于三源浦西门外。

## 后续
孙铭武胞弟孙铭宸率救国军余部参加辽宁民众自卫军第六路军，编为李春润率领的第三军团第六旅，被委任为第六旅旅长，继续在清原县组织抗日部队。孙铭宸后于1933年2月8日在大连港被日本水上警察逮捕，后遭杀害。
中华民国内政部曾褒扬为抗日捐躯的孙铭武、孙铭宸兄弟。
2014年9月1日，孙铭武被列入中华人民共和国民政部公布的第一批300名著名抗日英烈和英雄群体名录第一名。